# Juggernaut (film)
Pour les articles homonymes, voir Juggernaut (homonymie).
Pour plus de détails, voir Fiche technique et Distribution.
Juggernaut est un film britannique réalisé par Henry Edwards, sorti en 1936.

## Fiche technique
- Titre : Juggernaut
- Réalisation : Henry Edwards
- Scénario : Cyril Campion, H. Fowler Mear et Heinrich Fraenkel d'après le livre d'Alice Campbell
- Pays d'origine : Royaume-Uni
- Date de sortie : 1936

## Distribution
- Boris Karloff : Dr Sartorius
- Joan Wyndham : Eve Rowe
- Arthur Margetson : Roger Clifford
- Mona Goya : Yvonne Clifford
- Anthony Ireland : Arthur Halliday
- Morton Selten : Sir Charles Clifford